# Medosavka hlučná
Medosavka hlučná (Manorina melanocephala) je druh pěvce z čeledi kystráčkovitých (Meliphagidae). Je endemický pro jihovýchodní Austrálii, kde obývá suché otevřené eukalyptové lesy. Jsou popisovány čtyři poddruhy. Dospělý jedinec je převážně šedý, má oranžovo-žlutý zobák a žluté okolí očí. Tasmánský poddruh má také žluté peří na křídlech.
Vytváří hejna, která mohou čítat až několik stovek jedinců. Chovají se agresivně jak k vetřelcům, tak ke členům vlastní skupiny. Dalším z jejich typických znaků je i široký repertoár písní. Živí se nektarem, hmyzem a ovocem. Rozmnožují se během celého roku a staví pohárovitá hluboká hnízda, do kterých samičky nakladou dvě až čtyři vejce. O jejich zahřívání se stará pouze matka.
Jejich velká populace představuje problém pro ostatní druhy, především pak podobně velké nebo menší pěvce. Ty vyhání ze svého teritoria a postupně tak upravují původního druhovou biodiverzitu.

## Taxonomie

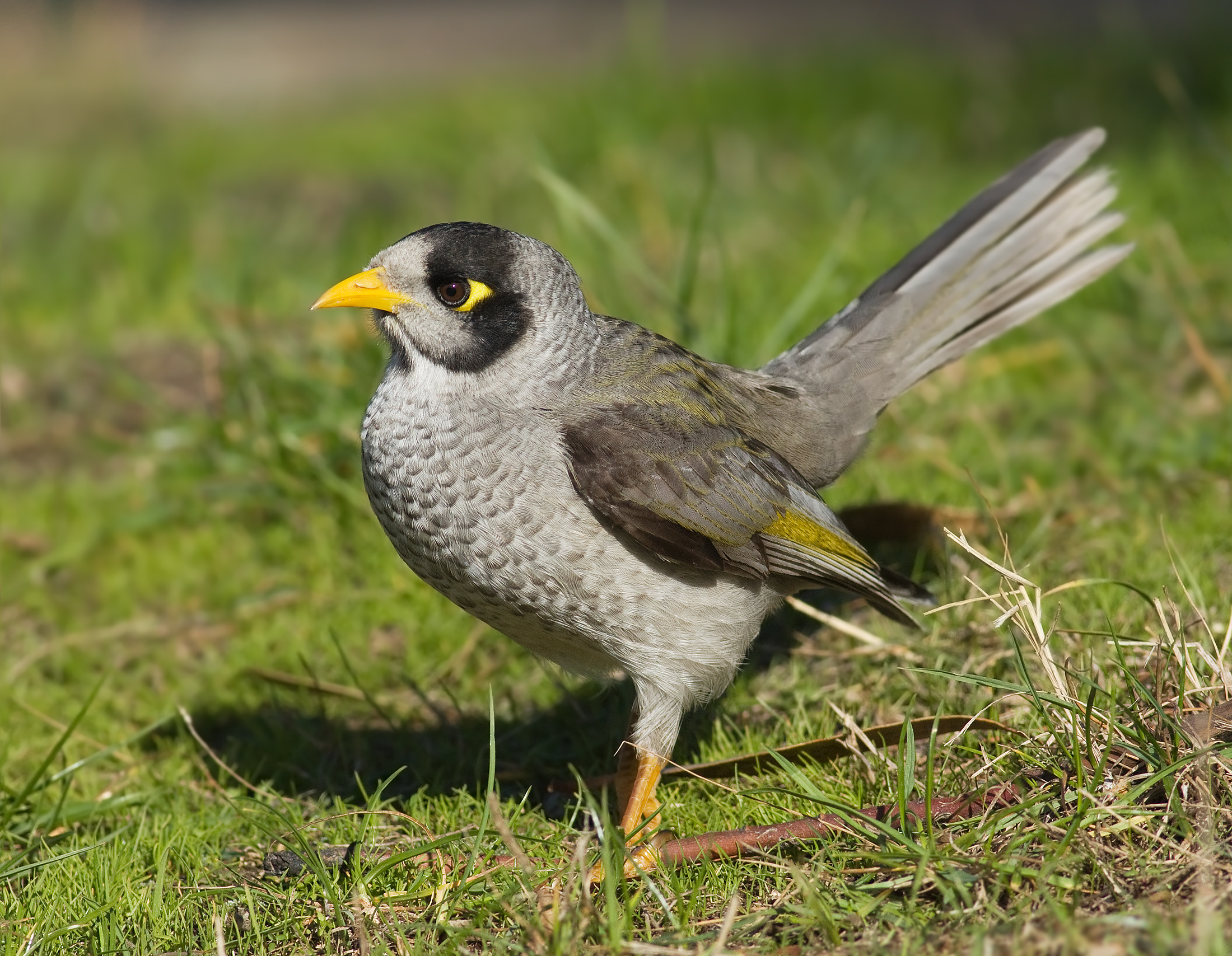
Dospělá medosavka hlučná z Tasmánie

Anglický ornitolog John Latham popsal medosavku hlučnou v roce 1801 ve své práci Supplementum Indicis Ornithologici, sive Systematis Ornithologiae, a to hned jako čtyři samostatné druhy: Merops garrulus, Gracula melanocephala, Merops cucullatus a Merops albifrons. John Gould ve svém díle Handbook to the Birds of Australia (1865) pak druh Merops garrulus klasifikoval pod názvem Myzantha garrula. Na začátku 20. století se mezi australskými ornitology začalo používat označení Manorina melanocephala, které se používá i v současnosti.
Druhový název melanocephala pochází ze starořeckých slov melas, černý, a kephale, hlava.
Bývají popisovány čtyři poddruhy: tři kontinentální a jeden tasmánský. M. m. titaniota obývá poloostrov York v Queenslandu, M. m. lepidota střední Queensland a vnitrozemí Nového Jižního Walesu a nominátní M. m. melanocephala zase jihovýchodní Nový Jižní Wales, Victorii a jih Jižní Austrálie. Mezi těmito oblastmi se nacházejí přechodové zóny, kde se jednotlivé populace mísí.
Medosavka hlučná je jedním ze čtyř zástupců rodu Manorina, který je řazen pod početnou čeleď kystráčkovitých (Meliphagidae). Do stejného rodu patří i druhy medosavka černouchá (Manorina melanotis), medosavka australská (Manorina flavigula) a medosavka zvonkohlasá (Manorina melanophrys). Jedním z jejich nejvýraznějších společných znaků je žluté okolí očí.

## Výskyt

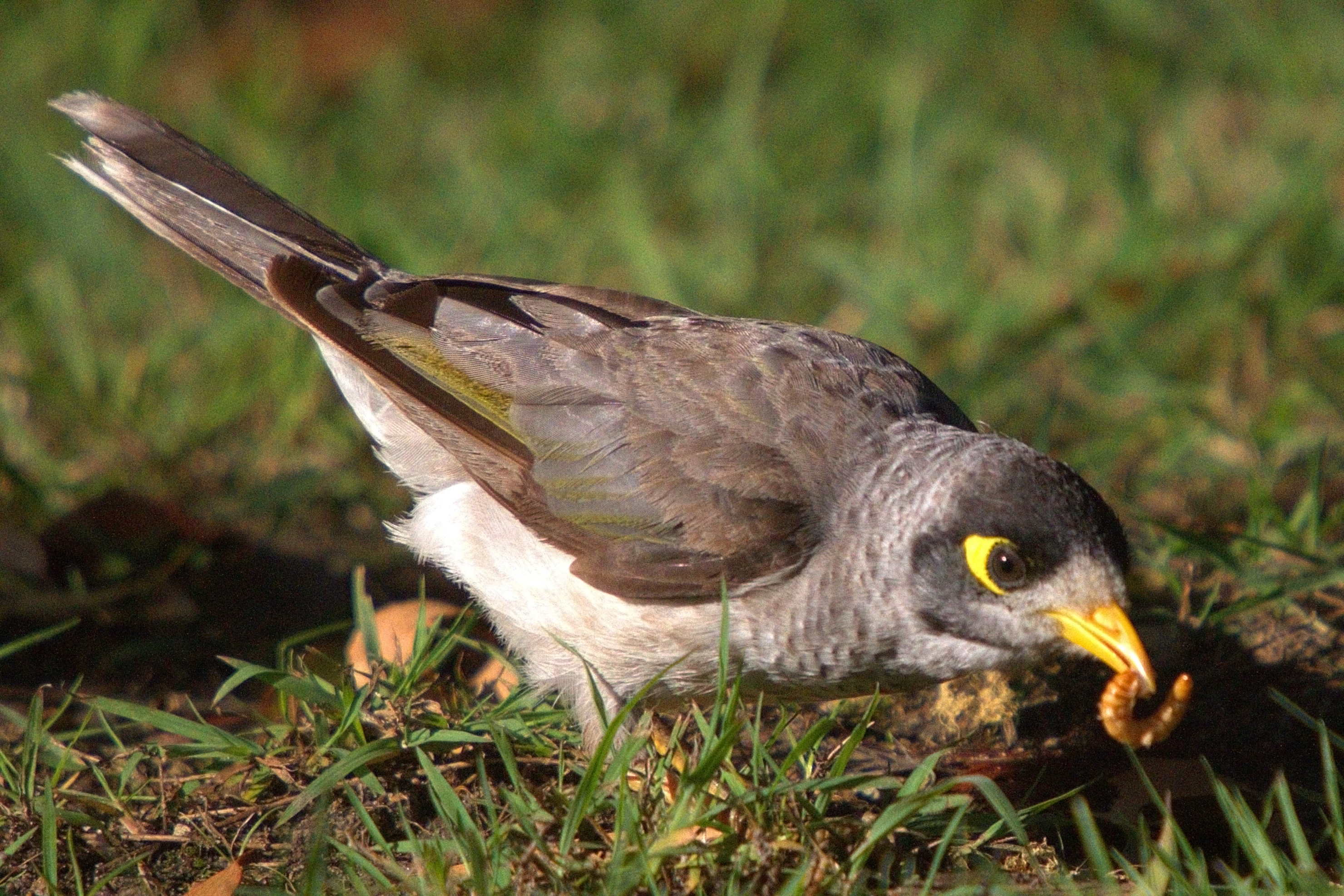
Dospělý jedinec při krmení

Medosavky hlučné jsou endemické pro jihovýchodní Austrálii. Tito nemigrující ptáci obývají oblast od severního Queenslandu přes Nový Jižní Wales až k Jižní Austrálii a východní Tasmánii. Jejich rozsah se od počátku 90. let 20. století značně rozrostl a stejně tak se výrazně zvýšila populace. Protože jsou silně teritoriální, způsobují snížení populací ostatních druhů ptactva.
Vyhledávají suché a otevřené eukalyptové lesy, nejlépe bez nižšího porostu (keřů apod.). V jejich přirozeném prostředí dominují akácie (Acacia cambagei, Acacia harpophylla), eremofily, různé druhy blahovičníků (Eucalyptus camaldulensis, Eucalyptus ochrophloia), sandarakovce nebo korymbie Corymbia maculata. Medosavky hlučné se nevyhýbají ani bažinatým lesům, které jsou v záplavových oblastech, a oblastem s netypičtějšími druhy, například jasan ztepilý (Fraxinus excelsior) nebo vrba (Salix).
Přizpůsobují se i činnosti člověka: obývají biotopy ovládané lidmi a vytlačují z nich menší druhy ptáků. Studie provedená v Novém Jižním Walesu ukázala, že utlačované druhy jsou především pávíci (Rhipidura), pištci (Pachycephala) a muchálci černopláštíkoví (Myiagra inquieta).

## Popis
Jejich tělo je dlouhé 24–28 cm, rozpětí křídel se pohybuje mezi 36 a 45 cm. Váží 70–80 g. Vzhled samců, samic i mladých je velmi podobný: většina těla je šedá, břicho bílé, křídla a vršek hlavy tmavě šedý. Mohou mít i olivově zbarvený pruh peří na vrchní straně křídel. Nohy a zobák jsou oranžovo-žluté. Mladí jedinci bývají o něco světlejší, než dospělci. Okolí očí mají spíše šedožluté, tedy ne tak jasné, jako dospělí.
Medosavky hlučné odpovídají Bergmannovu pravidlu, které říká, že jedinci žijící ve studenějších oblastech bývají větší, než ti, kteří obývají teplá místa. Jednotlivé poddruhy se liší ale i ve zbarvení, například ptáci z Queenslandu prakticky nemají patrné olivově zbarvené peří na křídlech. Tasmánský poddruh má zase menší rozpětí křídel než ten nominátní.
Jak již druhové označení naznačuje, tito ptáci jsou poměrně hluční. Mají široký repertoár zvuků, od krátkého a pronikavého cvrlikání až po poplašné vysokofrekvenční hvízdání. To používají v případě narušení teritoria dravci, jako jsou flétňáci stračí (Strepera graculina), australští (Gymnorhina tibicen) nebo rarozi proměnliví (Falco berigora). Využívají i komunikační zvuky, například pokud se samice blíží k hnízdu. Agresi při setkání s cizinci projevují i klapáním zobáku.

## Chování

### Sociální chování
Medosavky hlučné jsou společenští ptáci, samostatně jsou k vidění jen vzácně. Jejich hejna mohou čítat až několik stovek jedinců. V rámci kolonie si pak jednotliví samci vytyčí vlastní malá území, která se částečně mohou překrývat. Tuto část spolu sdílí 10 až 25 jedinců. Mladé samičky bývají vyhnány z rodných hejn, zatímco samci zůstávají a přemístí se většinou pouze v případě, že je kolonie už příliš velká.
Jedná se o jedny z nejagresivnějších medosavek. Menší potyčky, pronásledování a výstražné signály jsou v hejnech na denním pořádku, a to jak k jedincům stejného druhu, tak k zástupcům jiných. Samičky jsou vzájemně agresivní prakticky vždy, což může vést až k vyhnání ze skupiny. Mohou se tak chovat i k vlastním mláďatům, k samcům ale nikdy. Medosavky hlučné agresi většinou projevují klapáním zobáku, máváním křídel a snížením postoje. Při blízkém kontaktu s cizincem se pak co nejvíce vytáhnou a napřímí. Boje mezi mladými jedinci mohou dojít až tak daleko, že jeden sourozenec zabije druhého.
Z jiných druhů nejčastěji útočí na lelčíky australské (Aegotheles cristatus), holuby chocholaté (Ocyphaps lophotes) a různé potápky, volavky, kormorány, pardaloty a rozely. Ze savců jsou to kočky, netopýři, ovce, dobytek i klokani.

### Hnízdění

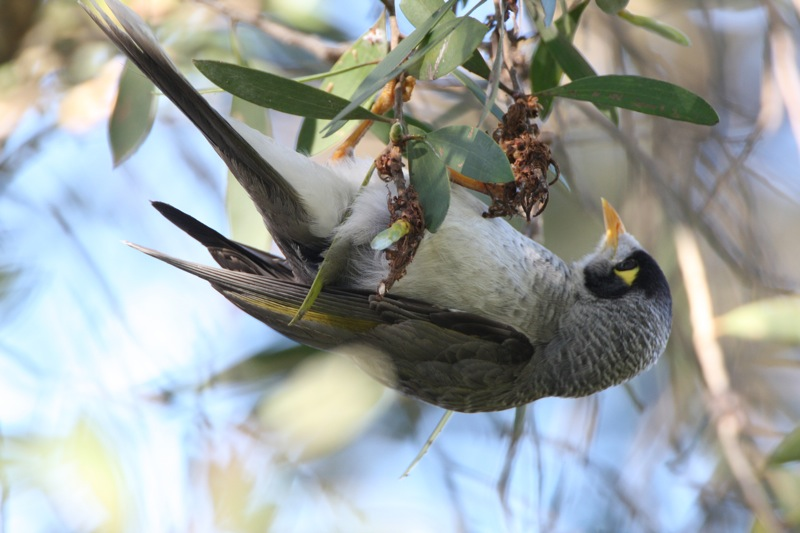
Nominátní poddruh

Jsou to převážně monogamní ptáci. Hnízdění může probíhat celý rok, ale nejčastější je mezi červencem a listopadem. Hnízda si staví na jehličnatých nebo listnatých stromech, často jde o akácie (Acacia), blahočety (Araucaria), banksie (Banksia), ibišky (Hibiscus), vakovky (Bursaria), kajeputy (Melaleuca), slizoplody (Pittosporum), pepřovce (Schinus) nebo žakarandy mimózolisté (Jacaranda mimosifolia). Preferují stromy s hustšími korunami. Samotné hnízdo je pohárovitého tvaru a hluboké. Staví jej pouze samička z různých materiálů; od těch přírodních (trávy, větvičky, pavučiny) až po umělé (papír, zbytky atd.). Je vystlané peřím, chlupy, květinami nebo vlákny bourovcovitých (Lasiocampidae). Samice chodí okolo vybraného místa a sbírá materiály ze země nebo ze starých příbytků cizích ptáků. Během pěti až šesti dní má hotovo.
Vejce se liší velikostí, tečkováním i tvarem, obecně lze ale říct, že jsou protáhlá, s bílou, žlutou, narůžovělou nebo načervenalou barvou a malými skvrnami. Snůška čítá dvě až čtyři vejce, která samička zahřívá asi šestnáct dní. Líhnutí nemusí být synchronizované: rozdíl mezi vylíhnutím prvního a posledního ptáčete může být až šest dní.
Čerstvě vylíhnuté medosavky jsou holé, opeření se jim začne tvořit až za dva až tři dny. Plně se opeří asi šestnáctý den života a o dalších přibližně třicet dní později si začínají samy hledat potravu. Hnízdo opouštějí postupně: vylétnou z něho v době, kdy ještě nejsou zcela zdatní letci, a proto se zdržují na zemi pod ním. Vracejí se do něj občasně na noc a úplně jej opustí až po několika týdnech. I po vylétnutí se ale ještě asi tři týdny shlukují se svými sourozenci. Do té se o ně stará nejen matka, ale i další členové hejna, což může být i strategie pro snížení pravděpodobnosti predace.

### Potrava
Největší část jídelníčku medosavek hlučných zabírá nektar, hmyz a ovoce. Výjimečně pak žerou i malé plazy, obojživelníky nebo medovici. Potravu hledají na zemi i v korunách stromů a během jejího shánění se shromažďují do menších skupin okolo osmi jedinců. Nektar vybírají přímo z květů. Hmyz zase chytají za letu nebo jej tahají ze země, byl ale zaznamenán i případ, kdy medosavky hledaly hmyz v trusu emu hnědého (Dromaius novaehollandiae) nebo klokana obrovského (Macropus giganteus).
Z hmyzu nejčastěji tvoří jejich potravu mandelinkovití, slunéčkovití, kněžicovití a mravencovití. Nektar získávají například z květů žakarandy mimózolisté nebo zarděnice pestré (Erythrina variegata). Další na jejich jídelníčku je oves, pšenice a plody merlíku nebo jmelí.

## Populace
Medosavky hlučné obývají velkou plochu a dle Mezinárodního svazu ochrany přírody (IUCN) jsou řazeny mezi málo dotčené druhy. Jejich početná populace spíše představuje hrozbu pro jiné druhy, a to nejen pro ptactvo: zničené listy mohou vést k úhynu rostlin. Při obnově některých poškozených přírodních oblastí navíc bývají využity blahovičníky, které rychle rostou. Právě ty jsou ideální pro populaci medosavek a jejich počty jsou tak neúmyslně navyšovány i lidmi. Jako možné řešení se nabízelo přemístění skupin, ale ukázalo se, že ptáci se na novém území neusídlí a po čase se vrátí zpátky nebo si vyhledají jiné hejno stejného druhu. Dva ze studovaných jedinců cestovali celých 18 km, aby se dostali zpět na staré místo.